# Martin Ráboň
Martin Ráboň (22. června 1968 Brno – 8. prosince 2021 Hradčany) byl český odborník na československé opevnění, jeho propagátor a spisovatel.

## Biografie
Vystudoval lesní inženýrství na Mendelově lesnické a zemědělské univerzitě v Brně.
Od mládí se zajímal o československé opevnění, ještě jako student se ve druhé polovině 80. let 20. století stal průvodcem na dělostřelecké tvrzi Dobrošov, kde působil tři roky. V říjnu 1989 byl jedním ze skupiny přátel, která začala působit na opuštěné tvrzi Bouda a která v prosinci 1989 požádala náčelníka generálního štábu (objekt nadále patřil armádě) o souhlas s rekonstrukcí tvrze a jejím zpřístupněním veřejnosti. Pro zajištění provozu Boudy vznikla v létě 1990 soukromá firma Společnost přátel československého opevnění, která se posléze začala věnovat i nakladatelské činnosti publikací o československém opevnění a do jejíhož čela se postavil. Koncem roku 1989 Martin Ráboň spoluzaložil Klub historického vojenství Brno, byl rovněž spoluautorem vojenské vzpomínkové Akce Bouda (předchůdce Akce Cihelna). V prvním desetiletí 21. století se podílel na zpřístupnění dělostřelecké tvrze Hůrka.
Ráboň se zaměřoval především na popularizaci československého opevnění formou publikační činnosti a koordinace restaurátorské a pořadatelské aktivity na tvrzích Bouda a Hůrka v rámci Kralické pevnostní oblasti. Byl duchovním otcem Vojenského muzea Králíky[zdroj⁠?!] a hlavním organizátorem vojenské vzpomínkové Akce Cihelna, kterou moderoval.
Pracoval na Vojenské akademii v Brně, kde vyučoval historii vojenských staveb, další roky rovněž spolupracoval s Armádou České republiky.

## Dílo (výběr)
- Československá zeď, 1993, ISBN 80-900299-8-1
- Dělostřelecká tvrz Bouda z let 1936–1938, 1996
- Armádní generál Ludvík Krejčí v dokumentech a fotografiích, 2000, ISBN 80-86463-02-8
- Val na obranu republiky : československé opevnění z let 1935-1938 na Králicku, 2005, ISBN 80-86463-21-4
- Králická pevnostní oblast, 2011, ISBN 978-80-86463-33-9